# Regierung František Udržal II
Die Regierung František Udržal II war die elfte Regierung der Tschechoslowakei in der Zeit zwischen den Weltkriegen. Sie war vom 7. Dezember 1929 bis zum 29. Oktober 1932 im Amt.

## Kabinettsmitglieder
| Ressort                                                       | Name             | Amtszeit                              |
| ------------------------------------------------------------- | ---------------- | ------------------------------------- |
| Ministerpräsident                                             | František Udržal | 7. Dezember 1929 – 29. Oktober 1932   |
| Außenminister                                                 | Edvard Beneš     | 7. Dezember 1929 – 29. Oktober 1932   |
| Innenminister                                                 | Juraj Slávik     | 7. Dezember 1929 – 29. Oktober 1932   |
| Finanzminister                                                | Karel Engliš     | 7. Dezember 1929 – 16. April 1931     |
| Finanzminister                                                | Karel Trapl      | 000016. April 1931 – 29. Oktober 1932 |
| Minister für Bildung und Kultur                               | Ivan Dérer       | 7. Dezember 1929 – 29. Oktober 1932   |
| Verteidigungsminister                                         | Karel Viškovský  | 7. Dezember 1929 – 29. Oktober 1932   |
| Justizminister                                                | Alfréd Meissner  | 7. Dezember 1929 – 29. Oktober 1932   |
| Minister für Industrie, Handel und Gewerbe                    | Josef Matoušek   | 7. Dezember 1929 – 29. Oktober 1932   |
| Minister für die Eisenbahnen                                  | Rudolf Mlčoch    | 7. Dezember 1929 – 9. April 1932      |
| Minister für die Eisenbahnen                                  | Josef Hůla       | 000009. April 1932 – 29. Oktober 1932 |
| Minister für öffentliche Arbeiten                             | Jan Dostálek     | 7. Dezember 1929 – 29. Oktober 1932   |
| Landwirtschaftsminister                                       | Bohumír Bradáč   | 7. Dezember 1929 – 29. Oktober 1932   |
| Sozialminister                                                | Ludwig Czech     | 7. Dezember 1929 – 29. Oktober 1932   |
| Minister für Gesundheit und Sport                             | Franz Spina      | 7. Dezember 1929 – 29. Oktober 1932   |
| Minister für Post und Telegraphie                             | Emil Franke      | 7. Dezember 1929 – 29. Oktober 1932   |
| Minister für die Unifizierung von Gesetzgebung und Verwaltung | Jan Šrámek       | 7. Dezember 1929 – 29. Oktober 1932   |
| Minister für Ernährung                                        | Rudolf Bechyně   | 7. Dezember 1929 – 29. Oktober 1932   |